# Saint-Étienne-au-Mont
Saint-Étienne-au-Mont este o comună în departamentul Pas-de-Calais, Franța. În 1 ianuarie 2022 avea o populație de 5.051 de locuitori.